# Ordre de bataille des armées russes et autrichiennes ayant participé à la bataille d’Austerlitz
Pour un article plus général, voir bataille d’Austerlitz.
Ce qui suit est l'ordre de bataille des forces militaires russes et autrichiennes ayant participé à la bataille d’Austerlitz le 2 décembre 1805, ainsi que leurs emplacements au début de la bataille.

## Ordre de bataille

### Corps Bagration
13 700 hommes
Le corps de Pierre de Bagration se trouve au nord : 
- brigade Dolgoroukov : 1804 chasseurs en deux régiments (5e et 6e régiments / 6 bataillons en tout)
- brigade Kamenski II : 1 947 hommes ; régiment d’Arkhangelgorod / 3 bataillons.
- brigade Engelhardt : 4 000 hommes ; régiments de Vieille-Ingrie et de Pskov / 6 bataillons en tout.
- brigade Wittgenstein : 1434 hussards (régiments Pavlograd & Marioupol / 20 escadrons en tout)
- brigade Voropaitzki : 1678 cuirassiers et dragons. Régiment Cuirassiers du Tsar (566 hommes, 5 escadrons), Dragons de Tver (632 hommes, 5 escadrons) et de St Petersbourg (480 hommes, 3 escadrons)
- brigade Czaplitz: 450 cosaques en 3 régiments (15 escadrons en tout)
- 18 pièces de tous calibres dont 6 canons de 6 livres et 6 licornes de 10 livres.

### Corps Kollowrath
16 200 hommes
Le corps de Kollowrath se trouve au centre.
- Division russe Miloradevitch
  - Régiment Novgorod,
  - Régiment Apcheron,
  - Régiment Smolensk
  - Grenadiers de Petite Russie / 12 bataillons en tout
  - 2 compagnies autrichiennes de Dragons à Pied de l'Archiduc Jean
- brigade Monakhtin (avant-garde) : 906 mousquetaires.
- brigade Berg : 1 001 grenadiers.
- brigade Repninsky : 958 hommes.

- Division autrichienne Kollowrath
- brigade Rottermund : 3 944 hommes (1 régiment à 6 bataillons + 2 régiments à 1 bataillon)
- brigade Jurczik : 4 800 hommes
- 8 régiments à 1 bataillon 
  - Chasseurs de Vienne (3 compagnies)

### Réserve
Les corps de Liechtenstein (5 350 hommes) et Constantin sont en réserve.

#### Corps autrichien d’Hohenlohe
- brigade Caramelli : 600 cuirassiers.
- brigade Weber : 425 cuirassiers.
- 4 canons de 6 livres et deux obusiers.

#### Corps russe de von Essen II et de Skepelov
- brigade du grand-duc Constantin : 950 uhlans.
- brigade Ouvarov : 2 506 hussards/dragons/cosaques.
- 12 canons de 6 livres et 6 licornes de 10 livres.

### Garde impériale russe
10 500 hommes
Garde impériale russe du grand-duc Constantin
- Infanterie : 6 000 grenadiers en 5 régiments.
- Cavalerie : 2 600 hussards/cosaques/chevaliers-gardes.

### Au sud: 4 colonnes

#### Avant-garde deKienmayer
6 800 hommes
- brigade Carneville : 2 450 hommes en 2 régiments.
- brigade Stutterheim : 725 chevau-légers.
- brigade Nostitz-Rieneck : 410 hussards.
- brigade Moritz Liechstentein : 410 hussards et 500 cosaques.

#### 1recolonnedeDokhtourov
13 500 hommes
- brigade Lewis : effectif 2 243 hommes en 2 bataillons.
- brigade Ourousov : 3 000 hommes en 9 bataillons.
- brigade Lüders : 2 000 hommes en 9 bataillons.
- 90 éclaireurs
- cavalerie des cosaques de Denissov : 210 cavaliers.
- 40 canons : 8 de 12 livres, 4 licornes de 18 livres et une trentaine de petits calibres.

#### 2ecolonnedeLangeron
11 700 hommes
- brigade Olsoufiev: 6 033 mousquetaires en 3 régiments.
- brigade Kamensky : 4 034 grenadiers en 2 régiments.
- 360 dragons.
- 30 canons.

#### 3ecolonnedePrzybyszewski
7 800 hommes
- brigade Muller : 2 584 hommes en 2 régiments.
- brigade Strik : 1 595 mousquetaires.
- brigade Loshakov : 1 179 mousquetaires.